# Melias de Armenia
Melias I (en armenio: Մլեհ; antes de 1120-Sis, 15 de mayo de 1175) fue el octavo señor armenio de Cilicia o «señor de las montañas» ente 1170 y 1175.
Melias era el cuarto hijo León I, señor armenio de Cilicia. El nombre y el origen de su madre no se conocen con certeza. Es posible que fuera hija del conde Hugo I de Rethel, o podría haber sido la hija de Gabriel de Melitene. 
Los logros durante el reinado de su hermano mayor, Teodoro II, colocaron a Cilicia sobre una base firme. Pero Melias, a quien Teodoro II había expulsado de Cilicia por convertirse al Islam, casi deshizo el trabajo de su hermano.
A la muerte de su hermano, Melias invadió Cilicia con el apoyo de un contingente de Alepo, que permaneció a su servicio y lo ayudó a expulsar a los caballeros templarios y griegos de las fortalezas y, en 1173, de las ciudades que tenían en Cilicia. Poco después de la muerte de Nur al-Din (emir de Alepo), Melias fue derrocado por su sobrino, Rubén III.

## Matrimonio y descendencia
Melias se casó con una hija de Vasil de Gargar (una hermana del católicos Gregorio). 
Tuvo un hijo ilegítimo con una amante desconocida: 
- Gregorio (¿?-28 de enero de 1209/27 de enero de 1210 o después).